# Dacus apicalis
Dacus apicalis är en tvåvingeart som först beskrevs av Tokuichi Shiraki 1933.  Dacus apicalis ingår i släktet Dacus och familjen borrflugor. Inga underarter finns listade i Catalogue of Life.